# Psychoda lloydi
Psychoda lloydi és una espècie d'insecte dípter pertanyent a la família dels psicòdids que es troba a Oceania: Nova Zelanda.